# Бартоломеу, Роберт
Роберт Бартоломеу (чеш. и порт. Robert Bartolomeu; 3 декабря 1993) — чешский футболист, полузащитник клуба «Зброёвка».

## Карьера

### Клубная карьера
Воспитанник чешского клуба «Фастав Злин», в котором и начал профессиональную карьеру. Дебютировал во второй лиге Чехии 11 августа 2012 в матче против клуба «Оломоуц», выйдя на замену на 65-й минуте. 7 сентября 2016 года был отдан в аренду на полгода в клуб ФНЛ «Зноймо». 17 мая 2017 года на 20-й минуте встречи забил победный гол в финале Кубка Чехии против «Опавы».

### Карьера в сборной
Выступал за сборную Чехии до 18 и 19 лет.

## Достижения
«Фастав Злин»
- Обладатель Кубка Чехии: 2016/2017